# Campi profughi palestinesi

Campo profughi di Jaramana presso Damasco, Siria, 1948

I campi profughi palestinesi furono creati dopo la guerra arabo-israeliana del 1948 per accogliere i rifugiati palestinesi fuggiti in seguito al conflitto (Nakba).

## Definizione
L'UNRWA (Agenzia delle Nazioni Unite per il soccorso e l'occupazione) definisce un rifugiato palestinese nel modo seguente:
Lo status di profughi palestinesi è diverso da quello di tutti gli altri profughi del mondo in quanto è ereditario.
L'UNRWA provvede al sostentamento di 59 campi profughi riconosciuti in Giordania, Libano, Siria, Cisgiordania e striscia di Gaza. Subito dopo il conflitto del 1948 soccorse direttamente quanti vivevano all'interno dello Stato d'Israele, fino a quando il governo israeliano se ne fece carico, nel 1952.
Perché un campo sia riconosciuto dall'UNRWA deve esistere un accordo con il governo ospitante in merito all'amministrazione e alla polizia, in quanto l'UNRWA non dispone di tali strumenti e si limita a fornire i servizi essenziali. 
I campi profughi sono organizzati in tendopoli ma anche in sobborghi, solitamente fatiscenti, nelle periferie della città dei paesi che li ospitano. Siccome nel caso dei palestinesi anche i discendenti dei rifugiati della guerra del 1948 sono ritenuti essi stessi rifugiati, è possibile che alcuni di questi ultimi vivano al di fuori dei campi profughi censiti e riconosciuti.
Il numero dei rifugiati palestinesi registrati è pertanto cresciuto dalla cifra di 914 000 nel 1950 a quella di oltre 5 milioni stimati nel 2012.

## Giordania
Esistono dieci campi profughi ufficiali con 304 430 rifugiati:
- - 1955, ahmed el ghazi (Wihdat), 49 805
  - 1968, Biqa', 80 100
  - 1968, Husn (Martire Azmi al-Mufti), 19 573
  - 1968, Campo di Irbid, 23 512
  - 1952, Campo al-Husayn, 27 674
  - 1968, Campo di Jerash, 15 696
  - 1968, Marka, 41 237
  - 1967, Suf, 14 911
  - 1968, Talbiyye, 6 970[3]
  - 1949, Campo di Zarqa, 17 344

## Libano
Il numero complessivo di rifugiati registrati è di 409 714.
Vi sono dodici campi profughi ufficiali con 225 125 rifugiati:
- - 1955, Baddawi, 15 695
  - 1948, Burj al-Barajna, 15 000 circa[5]
  - 1955, Burj al-Shamali, 18 134
  - 1956, Dbaya, 4 223
  - Dikwana, distrutto
  - 1948, ‘Ayn al-Hilwe, 44 133
  - 1948, al-Buss, 9 840
  - Jisr al-Basha, distrutto
  - 1952, Mar Elyas, 1 406
  - 1954, Miyye Miyye, 5 078
  - Campo di Nabatiyya, distrutto nel 1973
  - 1949, Nahr al-Bared, 28 358, distrutto nel 2007
  - 1963, Rashidiyya, 24 679
  - Campo profughi di Sabra, distrutto
  - 1949, Campo-profughi di Shatila, 11 998
  - 1948, Wavel, 7 357

## Siria
Esistono dieci campi profughi ufficiali con 119 776 rifugiati:
- - 1950, Dira'a, 5 916
  - 1967, Dira'a (Emergency), 5 536
  - 1950, Hama, 7 597
  - 1949, Homs, 13 825
  - 1948, Jaramana, 5 007
  - 1950, Khan Dunun, 8 603
  - 1949, Khan Ashia, 15 731
  - 1948, Nayrab, 17 994
  - 1967, Qabr Assit, 16 016
  - 1948, Sbayna, 19 624

Ulteriori campi ufficiosi in Siria:
- - 1955-6, Campo di Latakia, 6 534 rifugiati registrati
  - 1957, Yarmuk (Damasco), 112 550 rifugiati registrati
  - 1962, Ayn al-Tal, 4 329 rifugiati registrati[6]

## Cisgiordania
Vi sono 24 campi profughi ufficiali con 176 514 rifugiati:
| Mappe | Governatorati della Regione della Cisgiordania | Campi profughi               | Anno | Residenti | Note                                                                                             |
| ----- | ---------------------------------------------- | ---------------------------- | ---- | --------- | ------------------------------------------------------------------------------------------------ |
| ?     | ?                                              | Abu Dias                     | 19?? | ?         | I residenti di questo campo reclamano come proprio il territorio dell'amministrazione di Ma'ale. |
| ?     | ?                                              | Abu Shukeidim                | 1948 | ?         |                                                                                                  |
|       | Governatorato di Betlemme                      | Aida                         | 1950 | 4 151     |                                                                                                  |
|       | Governatorato di Ramallah e al-Bireh           | Am'ari                       | 1949 | 8 083     |                                                                                                  |
|       | Governatorato di Gerico                        | Aqabat Jabr                  | 1948 | 5 197     |                                                                                                  |
|       | Governatorato di Hebron                        | Arrub                        | 1950 | 9 180     |                                                                                                  |
|       | Governatorato di Nablus                        | Askar                        | 1950 | 13 894    |                                                                                                  |
|       | Governatorato di Nablus                        | Balata                       | 1950 | 20 681    |                                                                                                  |
|       | Governatorato di Betlemme                      | Bayt Jibrin                  | 1950 | 1 828     |                                                                                                  |
|       | Governatorato di Ramallah e al-Bireh           | Birzeit - As-Saqaeif         | 1948 | ?         |                                                                                                  |
|       | Governatorato di Nablus                        | 'Ein Beit el Ma - Campo N° 1 | 1950 | 6 221     |                                                                                                  |
|       | Governatorato di Ramallah e al-Bireh           | Dayr Ammar                   | 1949 | 2 189     |                                                                                                  |
|       | Governatorato di Betlemme                      | Dheisheh                     | 1949 | 10 923    |                                                                                                  |
|       | Governatorato di Gerico                        | Ayn al-Sultan                | 1948 | 1 888     |                                                                                                  |
|       | Governatorato di Tubas                         | Far'a                        | 1949 | 6 836     |                                                                                                  |
|       | Governatorato di Hebron                        | Fawwar                       | 1949 | 7 072     |                                                                                                  |
|       | Governatorato di Ramallah e al-Bireh           | Jalazona                     | 1949 | 9 284     |                                                                                                  |
|       | Governatorato di Jenin                         | Jenin                        | 1953 | 14 050    |                                                                                                  |
|       | Governatorato di Ramallah e al-Bireh           | Kalandia                     | 1949 | 9 188     |                                                                                                  |
|       | Governatorato di Tulkarm                       | Nur Shams                    | 1952 | 8 179     |                                                                                                  |
|       | Governatorato di Ramallah e al-Bireh           | Qaddura                      | 1948 | 1 558     |                                                                                                  |
|       | Governatorato di Gerusalemme                   | Shu'fat                      | 1965 | 9 567     |                                                                                                  |
|       | Governatorato di Ramallah e al-Bireh           | Silwad                       | 1971 | 6 123     |                                                                                                  |
|       | Governatorato di Tulkarm                       | Tulkarm                      | 1950 | 16 259    |                                                                                                  |

## Striscia di Gaza
Vi sono 8 campi profughi ufficiali con 478 854 rifugiati:
| Mappe | Governatorati della Regione della Striscia di Gaza | Campi profughi        | Anno | Residenti                | Note |
| ----- | -------------------------------------------------- | --------------------- | ---- | ------------------------ | ---- |
|       | Governatorato di Gaza                              | Beach camp (Shati)    | 1948 | 76 109                   |      |
|       | Governatorato di Dayr al-Balah                     | Bureayj               | 1949 | 30 059                   |      |
|       | Governatorato di Dayr al-Balah                     | Campo di Dayr al-Bala | 1948 | 20 188                   |      |
|       | Governatorato di Gaza Nord                         | Jabaliya              | 1948 | 93 455 (nel giugno 2006) |      |
|       | Governatorato di Khan Yunis                        | Khan Yunis            | 1949 | 60 662                   |      |
|       | Governatorato di Dayr al-Balah                     | Maghazi               | 1949 | 22 536                   |      |
|       | Governatorato di Dayr al-Balah                     | Nusayrat              | 1949 | 64 233                   |      |
|       | Governatorato di Rafah                             | Campo di Rafah        | 1949 | 90 638                   |      |

Totale degli abitanti dei 62 campi citati: 1 612 701.